# Daphnella grundifera
Daphnella grundifera é uma espécie de gastrópode do gênero Daphnella, pertencente à família Raphitomidae.